# Alternanthera altacruzensis
Alternanthera altacruzensis är en amarantväxtart som beskrevs av Karl Suessenguth. Alternanthera altacruzensis ingår i släktet alternanter, och familjen amarantväxter. Inga underarter finns listade i Catalogue of Life.